# Centro Nacional de Comando Militar

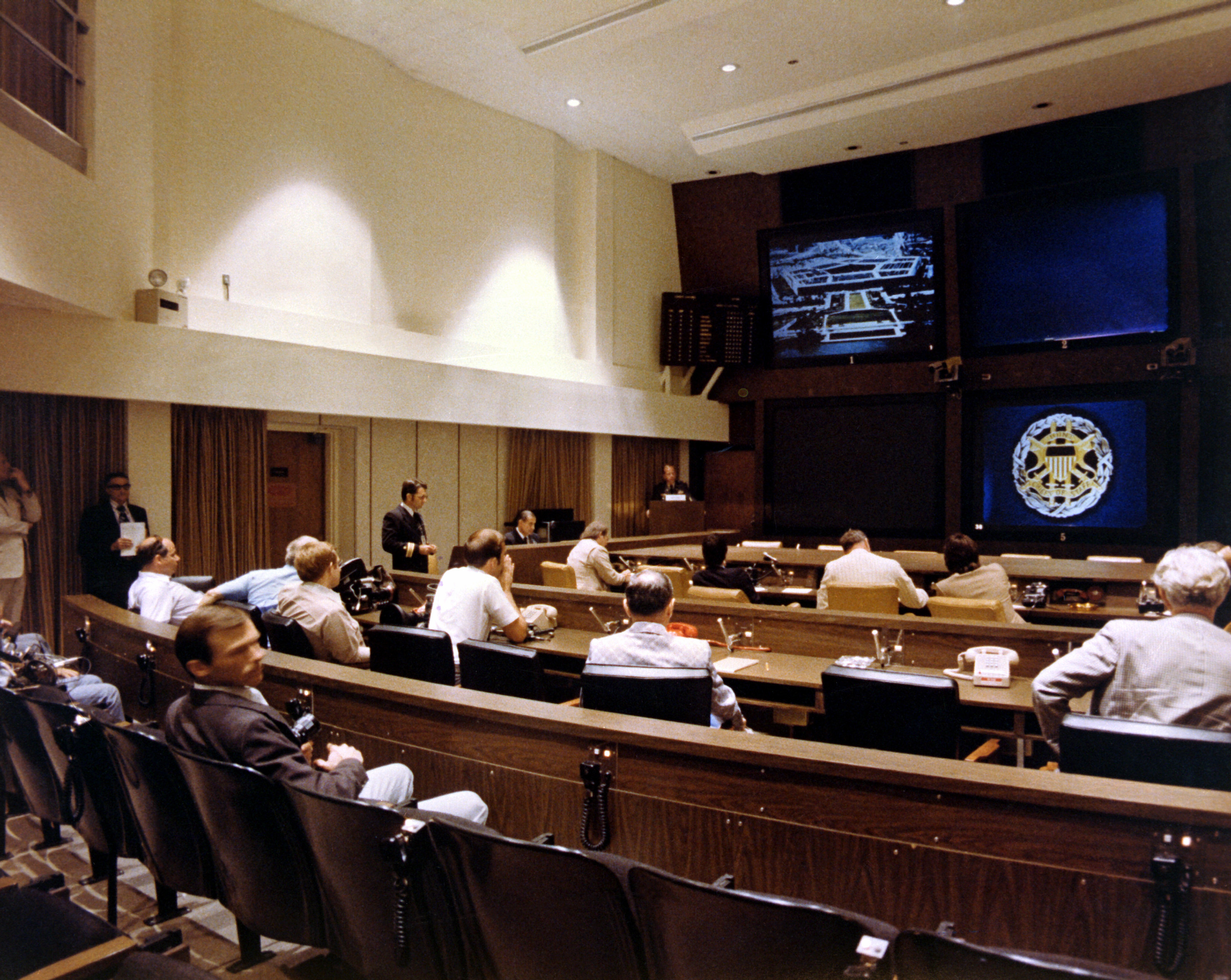
O NMCC em 1976.

O Centro de Comando Militar Nacional ( NMCC ) é um centro de comando e comunicações localizado no Pentágono, sede do Departamento de Defesa dos Estados Unidos (DoD), para a Autoridade de Comando Nacional (ou seja, o Presidente dos Estados Unidos e o Secretário de Defesa dos Estados Unidos). Mantido pelo Departamento da Força Aérea como o "Agente Executivo do DoD" para suporte logístico, orçamentário, de instalações e de sistemas do NMCC; os operadores do NMCC estão na Diretoria J-3 (Operações) do Estado-Maior Conjunto.. O NMCC é responsável por gerar Mensagens de Ação de Emergência (EAMs) para centros de controle de lançamento de mísseis, submarinos nucleares, aeronaves de reconhecimento e comandantes de campo de batalha. 

## Missão

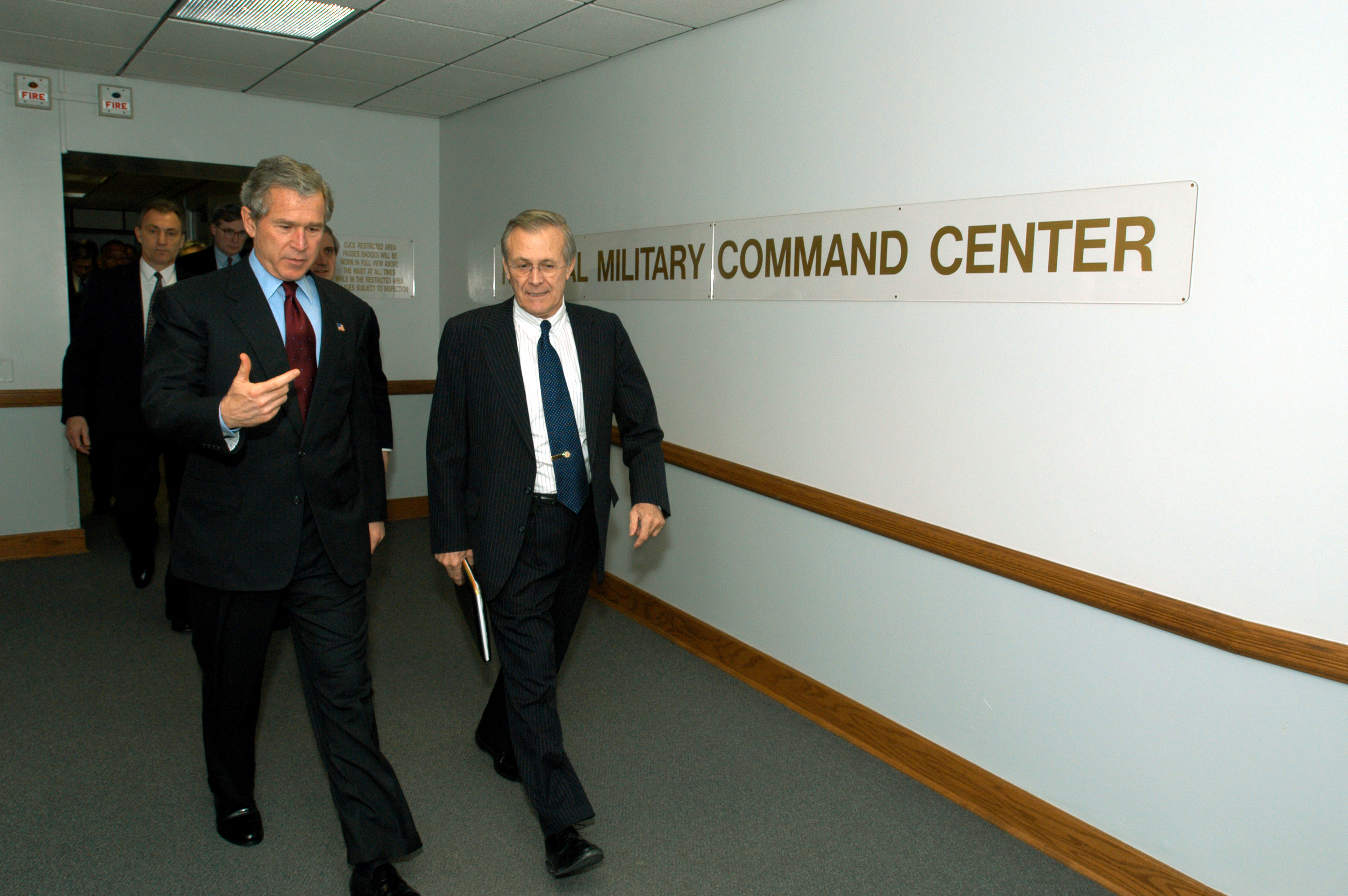
O presidente George W. Bush e o secretário de Defesa Donald H. Rumsfeld saem do Centro de Comando Militar Nacional do Pentágono, onde receberam briefings operacionais em 23 de março de 2003.

O NMCC tem três missões principais, todas servindo ao Presidente do Estado-Maior Conjunto na sua função de principal conselheiro militar do Secretário de Defesa e do Presidente (também conhecido como Autoridade de Comando Nacional).
- A principal tarefa do NMCC é monitorar eventos mundiais que possam ser de importância para a defesa.
- O NMCC também tem um componente de resposta a crises (por exemplo, resposta ao bombardeio do USS Cole, aos ataques de 11 de setembro,[3][4] ao ataque ao USS Liberty ,USS Liberty,[5]
- E uma componente de vigilância estratégica (por exemplo, monitorização de lançamentos de mísseis balísticos e outras atividades nucleares).

## Organização
O NMCC é operado por cinco equipes em um sistema de vigilância rotativa. Cada equipe normalmente tem de 17 a 20 funcionários em serviço, desempenhando uma ampla variedade de funções, incluindo comunicações. As equipes são lideradas por um vice-diretor de operações (DDO) e um vice-diretor adjunto de operações (ADDO), e são divididas em cinco cargos de oficial de serviço: O DDO é normalmente um brigadeiro-general ou contra-almirante (metade inferior), e o ADDO é tipicamente um coronel ou capitão da Marinha. No caso de o presidente convocar uma conferência com conselheiros para discutir opções para o lançamento de um ataque nuclear, o DDO seria um participante chave na reunião.
As mais de 300 pessoas que trabalham no NMCC têm responsabilidades de natureza operacional. O NMCC não é financiado pelo Estado-Maior Conjunto, mas pelo Departamento da Força Aérea; enquanto o Agente Executivo do DoD fornece apoio logístico, orçamentário, de instalações e de sistemas ao NMCC.

## Na cultura popular
- Os filmes de 1964, Dr. Strangelove e Fail Safe, retratam a sala de guerra do Pentágono.
- Em A Soma de Todos os Medos (2002), Jack Ryan (interpretado por Ben Affleck) vai ao NMCC e convence o DDO a colocá-lo na linha direta EUA-Rússia, tentando impedir um confronto nuclear total entre as duas potências nucleares.
- O filme Transformers de 2007 tem uma cena ambientada em uma representação imaginativa do Centro de Comando Militar Nacional.
- O mapa de zumbis “Five” de Call of Duty: Black Ops começa na sala de guerra do Pentágono, parecendo quase idêntico ao homólogo da vida real.